# Теміме Лахзамі
Теміме Лахзамі (араб. تميم الحزامي, фр. Témime Lahzami, нар. 1 січня 1949, Хаммам-Ліф) — туніський футболіст, що грав на позиції нападника.
Виступав, зокрема, за «Есперанс» та «Марсель», а також національну збірну Тунісу.

## Клубна кар'єра
У дорослому футболі дебютував 1967 року виступами за команду «Хаммам-Ліф», в якій провів три сезони. Своєю грою за цю команду привернув увагу представників тренерського штабу клубу «Есперанс», до складу якого приєднався 1970 року. Відіграв за команду зі столиці Тунісу наступні сім сезонів своєї ігрової кар'єри. У цей період він виграв чемпіонат Тунісу в 1975 і 1976 роках та Кубок Тунісу 1979 року
Згодом грав за кордоном у складі французького «Марселя» та саудівського «Аль-Іттіхада», а завершив ігрову кар'єру у команді «Хаммам-Ліф», у складі якої і розпочинав кар'єру. Лахзамі повернувся до неї 1981 року і захищав її кольори до припинення виступів на професійному рівні у 1984 року.

## Виступи за збірну
1976 року дебютував в офіційних матчах у складі національної збірної Тунісу.
У складі збірної був учасником Середземноморських ігор 1975 року в Алжирі, здобувши бронзові нагороди, Кубка африканських націй 1978 року в Гані та чемпіонату світу 1978 року в Аргентині.
Загалом протягом кар'єри у національній команді, яка тривала 6 років, провів у її формі 69 матчів, забивши 12 голів.

## Титули і досягнення
- Чемпіон Тунісу (2):

«Есперанс»: 1974/75, 1975/76
- Володар Кубка Тунісу (1):

«Есперанс»: 1978/79